# Célestin Harst
Célestin Harst, ou Dom Cœlestin Harst, né à Sélestat en 1698 et mort au couvent Saint Marc près de Gueberschwihr en 1778, est un moine bénédictin, organiste, claveciniste et compositeur alsacien.

## Biographie
Il est né à Sélestat en Alsace (France) en 1698. Novice et étudiant à l'abbaye d'Ebersmunster, il y sera ordonné prêtre puis professeur et prieur en 1740. En 1758, il est affecté à proximité de Gueberschwihr dans le couvent Saint Marc où il décède en 1778, et non en 1776 comme mentionné par le Père Roos, son premier biographe.
Lors d'une visite de Louis XV à Strasbourg en 1744, il a eu le privilège de jouer devant le roi.
Il a publié 34 pièces (en six ordres) pour le clavecin (Recueil de différentes Pièces de Claveçin. Premier livre, en 1745).
Son style est influencé par ceux de Couperin, de Rameau et de Domenico Scarlatti.

### Discographie
- A Concert at the Château of the Rohans in Strasbourg, 3e Ordre, Huguette Dreyfus, clavecin Neupert. Erato MHS-792 (1961)
- L'Alsace au siècle des Lumières; Andrée Farley-Simbsler, orgue Silberman, Châtenois, église Saint-Georges,  Erstein : Éditions sonores SPM (1997)

### Partitions
- Recueil de différentes Pièces de Claveçin. Genève; Minkoff Reprint, coll. Clavecinistes Français du XVIIIe Siècle, XXII. 1983.
- « Harst, Célestin » (partitions libres de droits), sur l'IMSLP